# روبرت ستيوارت (متسابق يخت)
روبرت ستيوارت (بالإنجليزية: Robert Stewart)‏ هو متسابق يخت نيوزيلندي، ولد في 1906 في أوكلاند في نيوزيلندا، وتوفي في 1988.

## وصلات خارجية
- روبرت ستيوارت على موقع أوليمبيديا (الإنجليزية)
- روبرت ستيوارت على موقع اللجنة الأولمبية النيوزيلندية (الإنجليزية)